# Klaas Balk

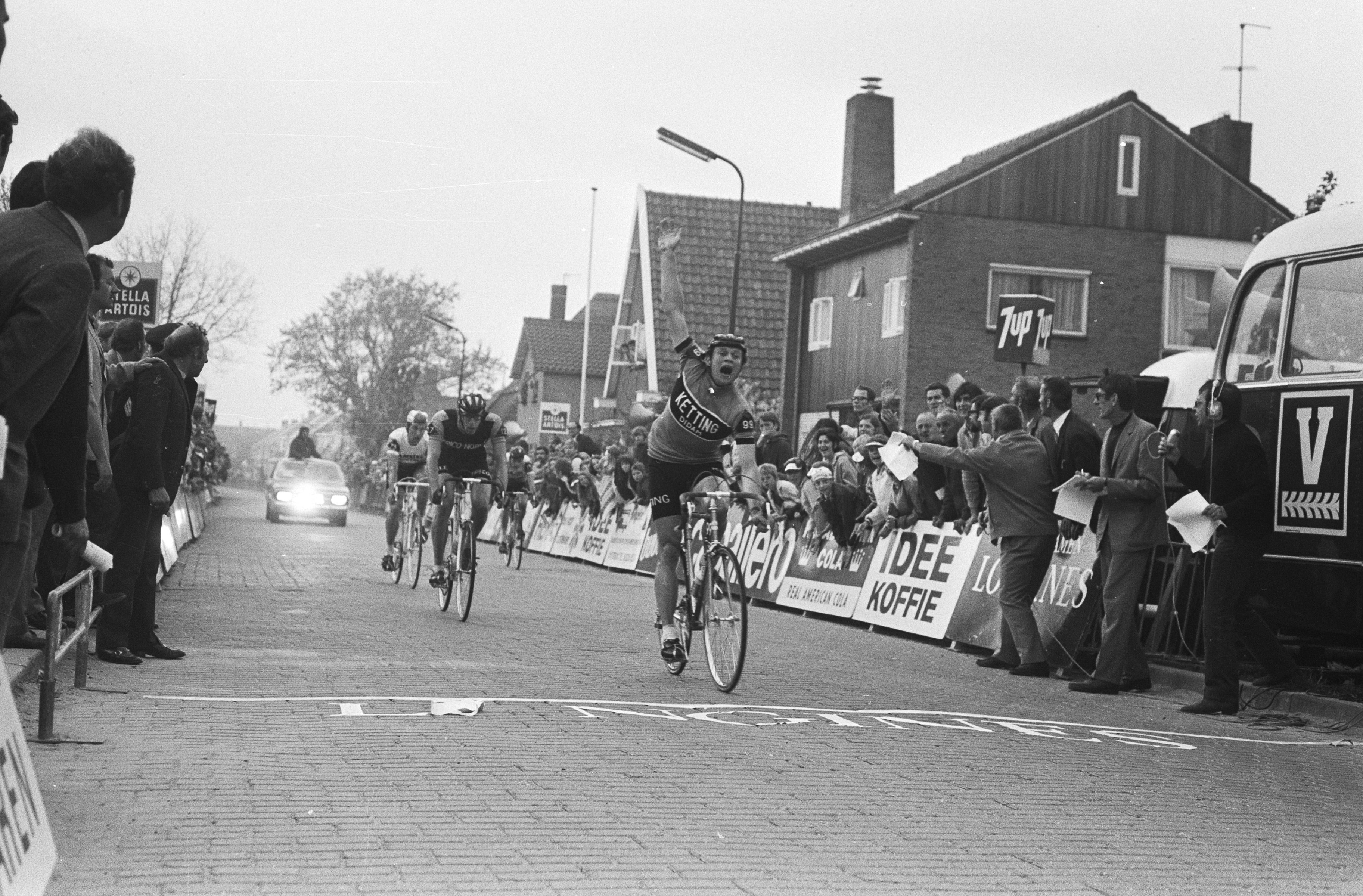
Balk remporte une étape de l'Olympia's Tour en 1971.

Klaas Cornelis Hendrik Balk , né le 27 décembre 1948 à Badhoevedorp, est un coureur cycliste néerlandais des années 1960 et 1970. Durant sa carrière, il est spécialiste des courses d'endurance sur piste. Il a notamment été médaillé de bronze du kilomètre aux championnats du monde amateurs de 1969.

## Biographie

### Carrière sportive
Spécialiste de la piste, Klaas Balk est quintuple champion des Pays-Bas sur la piste chez les amateurs : en 1967, 1969 et 1970 sur le kilomètre, en 1971 sur les 50 kilomètres et en 1972 dans la course en tandem avec Peter van Doorn. En 1969, toujours chez les amateurs, il termine troisième du kilomètre aux mondiaux sur piste de Brno.
En 1968 et 1972, il participe aux Jeux olympiques. En 1972, aux Jeux olympiques de Munich, il termine quatrième du tournoi de vitesse. Il est ensuite devenu coureur professionnel pendant quatre ans. Durant cette période, il participe avec succès à des courses sur route. En 1971 et 1972, il remporte une étape de l'Olympia's Tour. En 1973, il devient vice-champion d'Europe de course à l'américaine avec René Pijnen.
En 1975, il doit mettre fin à sa carrière de cycliste après avoir été renversé par une voiture et avoir subi de nombreuses blessures.

### L'après carrière
En 1976, en présence de son compatriote Jan Janssen, Klaas Balk ouvre le magasin de vélos Balk Rijwielen à Nieuw-Vennep, qu'il dirige jusqu'en 2005. Il lance également un centre régional d'entrainement pour les jeunes cyclistes. Un de ses passe-temps est l'équitation et il pratique l'équithérapie.

## Palmarès sur piste

### Jeux olympiques
- Mexico 1968
  - 9e de la poursuite par équipes
- Munich 1972
  - 4e de la vitesse
  - 7e du tandem

### Championnats du monde
- Brno 1969
  -  Médaillé de bronze du kilomètre amateurs
- Varèse 1971
  - 8e du kilomètre amateurs

### Championnats d'Europe
- 1973
  -  Médaillé d'argent de l'américaine (avec René Pijnen)

### Championnats nationaux
- 1967
  -  Champion des Pays-Bas du kilomètre amateurs
- 1969
  -  Champion des Pays-Bas du kilomètre amateurs
- 1970
  -  Champion des Pays-Bas du kilomètre amateurs
- 1971
  -  Champion des Pays-Bas des 50 kilomètres amateurs
- 1972
  -  Champion des Pays-Bas de vitesse amateurs
  -  Champion des Pays-Bas de tandem amateurs (avec Peter van Doorn (nl))

## Palmarès sur route
- 1971
  - 2eb étape de la Ronde des Flandres Artois
  - 7e étape de l'Olympia's Tour
  - 3e de l'Omloop van de Braakman
- 1972
  - 1re étape de l'Olympia's Tour
  - 3e du Ronde van Midden-Nederland